# Поліфонія (оркестр)
Народний ка́мерний орке́стр «Поліфоні́я» Націона́льного університе́ту «Льві́вська політе́хніка» був створений 10 лютого 2008 року за ініціативи ректора Національного університету «Львівська політехніка» Юрія Бобала.
Камерний оркестр «Поліфонія» — це колектив, який збирає навколо себе любителів камерної інструментальної музики: студентів та викладачів Національного університету «Львівська політехніка».
У 2013 та 2014 році «Поліфонія» стала лауреатом першого місця на фестивалі-конкурсі «Яскрава симфонія Прикарпаття» у місті Трускавці.
У грудні 2015 року за внесок у розвиток культурних цінностей та високий професійний рівень камерний оркестр «Поліфонія» отримує почесне звання «Народний».
У січні 2016 році Народний камерний оркестр «Поліфонія» отримує першу премію на Міжнародному фестивалі-конкурсі інструментального мистецтва «Чарівний камертон» у місті Харкові.
Колектив постійно бере участь у різних конкурсах, фестивалях та музичних проектах. У його репертуарі є різноманітні жанри, вони грають усе — від Моцарта до каверів на Hurts, Nirvana, Майкла Джексона.
Керівник та головний диригент — Роман Кресленко.

## Художні керівники оркестру
- Назарій Яцків (2008 — 2013)
- Роман Кресленко (з 2013)